# Litoměřice-Město
Litoměřice-Město je část města Litoměřice v Ústeckém kraji. V roce 2011 měla 1015 obyvatel a nacházelo se v ní 180 domů.